# Terrorisme en 2007
Chronologie du terrorisme
- 2003
- 2004
- 2005
- 2006
- 2007
- 2008
- 2009
- 2010
- 2011

En 2007, la barrière des 10 000 victimes est franchie pour atteindre les 12 586 victimes pour 3 241 attentats. Rien qu'au Pakistan, plus de 760 personnes sont mortes dans des attentats au cours de l'année 2007.

## Événements

### Janvier
- 17 janvier, Irak : un double attentat à la bombe près d'une université à Bagdad fait 70 morts[3].
- 22 janvier, Irak : un double attentat à la voiture piégée à Bagdad fait 130 morts et 160 blessés[4].

### Février
- 3 février, Irak : un attentat au camion piégé à Bagdad faisant 127 morts et 305 blessés[5].
- 19 février, Inde et Pakistan : un attentat dans un train fait 66 morts et 50 blessés[6]. (voir l'article Attentat du Samjhauta Express pour plus de détails)
- 26 février, Arabie saoudite : Quatre Français Jean-Claude Abescat enseignant Jean-Michel Novella et Jean-Marc Bonnet employés de Schneider Electric et son fils Romain 17 ans abattus dans le désert près de Madâin Sâlih par des activistes d'Al-Qaïda[7].

### Mars
- 6 mars, Irak : Un double attentat suicide à Hilla contre des pèlerins chiites fait 90 morts et 150 blessés[8].

### Avril
- 11 avril, Algérie : un attentat-suicide à la voiture piégée à Alger faisant 33 morts et 222 blessés[9]. (voir l'article Attentats du 11 avril 2007 à Alger pour plus de détails)
- 14 avril, Maroc : double attentat-suicide. Un policier est tué[10].
- 14 avril, Irak : un attentat-suicide à Karbala fait 36 morts et 160 blessés[11].
- 17 avril, Irak : une série d'attentats à Bagdad fait 200 morts[12].

### Juin
- 13 juin, Liban : Walid Eido est la septième victime d'une série d'attentats visant des personnalités politiques libanaises qui étaient tous proches de Rafik Hariri qui lui-même fut la première victime de ces attentats à la voiture piégée[13].
- 29 juin, Côte d'Ivoire : un attentat visant à tuer Guillaume Soro échoue à l'aéroport de Bouaké, mais fait 4 morts et 11 blessés[14].

### Juillet
- 2 juillet, Yémen : un attentat anti-touriste à la voiture piégée à Mareb fait 9 morts et 11 blessés[15].
- 7 juillet, Irak : Un attentat au camion piégé au sud de Kirkouk fait 105 morts et 240 blessés[16].
- 11 juillet, Algérie : un attentat-suicide devant une caserne militaire à Lakhdaria fait 10 morts et 34 blessés[17].
- 17 et 27 juillet, Pakistan : deux attentats-suicide à Islamabad ont fait vingt-sept morts au total[réf. obsolète].

### Août
- 14 août, Irak : une série d'attentats-suicides visant les Yézidis à Qahtaniya, dans la ville de Sinjar, font 796 morts et 1 562 blessés. Quatre camions-citernes explosent simultanément[18]. (voir l'article Attentats du 14 août 2007 à Qahtaniya pour plus de détails)

### Septembre
- 4 septembre, Pakistan : au moins 24 personnes sont tuées dans deux explosions dans la banlieue de Karachi[réf. obsolète].
- 6 septembre, Algérie : vingt-deux personnes sont tuées et plus de cent blessées dans un attentat-suicide visant le cortège du président Abdelaziz Bouteflika à Batna, dans l'est du pays[réf. obsolète].
- 8 et 9 septembre, Algérie : deux attentats frappent les villes de Dellys et Batna et font au moins 52 morts et 147 blessés[19]. Ils sont revendiqués par Al-Qaïda.
- 19 septembre, Liban : un député de la majorité antisyrienne, Antoine Ghanem, est tué dans un attentat à la voiture piégée près de Beyrouth qui fait au total six morts et 56 blessés[20].

### Octobre
- 18 octobre, Pakistan : Benazir Bhutto, de retour au Pakistan après 8 années d'exil, échappe à un attentat-suicide à Karachi, qui fait 139 morts et près de 400 blessés[2]. (voir l'article Attentat du 18 octobre 2007 à Karachi pour plus de détails)
- 31 octobre, Russie : un attentat dans un autobus fait 8 morts et 53 blessés à Togliatti[réf. nécessaire].

### Décembre
- 6 décembre, France : à 12h50, l'explosion d'un colis piégé visant un cabinet d'avocats, 52 boulevard de Malesherbes à Paris, fait 1 mort et 5 blessés[21].
- 6 décembre, Sri Lanka : un attentat dans un autobus fait quinze morts et trente-huit blessés[réf. nécessaire].
- 11 décembre, Algérie : attentat faisant 67 morts et des centaines de blessés[22]  (revendiqué par le groupe Al-Qaïda au Maghreb). (voir l'article Attentats du 11 décembre 2007 à Alger pour plus de détails)
- 21 décembre, Pakistan : le jour de l'Aïd al-Adha, un kamikaze se fait exploser dans une mosquée du nord-ouest du pays, faisant au moins 54 victimes[2].
- 24 décembre, Mauritanie : 4 touristes français Gérard Tollet 60 ans, ses neveux Jean-Philippe 47 ans et Didier Tollet 38 ans et leur ami Adda Hacène 33 ans agent immobilier, sont tués dans la région d'Aleg[23].
- 27 décembre, Pakistan : un attentat contre Benazir Bhutto ex-Premier ministre du pays à Rawalpindi, fait 21 morts dont Benazir Bhutto[24].